# William Selig
William Nicholas Selig (Chicago, 14 de marzo de 1864-Los Ángeles, 15 de julio de 1948) fue un pionero de la industria cinematográfica estadounidense. En 1896 creó una de las primeras productoras cinematográficas, Selig Polyscope Company. En 1910, estableció uno de los primeros estudios importantes en Los Ángeles.

## Biografía
Selig nació y se crio en Chicago en una familia de inmigrantes polacos-bohemios. El joven William creció en la sección predominantemente polaca de Chicago y asistió a la escuela primaria allí. Después de comenzar como tapicero de muebles, trabajó como intérprete de vodevil y produjo un espectáculo itinerante de juglares en San Francisco cuando aún estaba en su adolescencia. Uno de los actores fue Bert Williams, quien se convirtió en un destacado animador afroamericano. En 1894, Selig vio el quinetoscopio de Thomas Edison en una exposición en Dallas, Texas. Regresó a Chicago, abrió un pequeño estudio de fotografía y comenzó a investigar cómo podría hacer sus propias imágenes en movimiento sin pagar una tarifa de patente a la compañía de Edison.
Según los informes, Selig encontró a un trabajador metalúrgico que, sin saberlo, había reparado una cámara cinematográfica de los hermanos Lumière y, con su ayuda, desarrolló un sistema de trabajo. En 1896, Selig fundó Selig Polyscope Company en Chicago, uno de los primeros estudios cinematográficos de Estados Unidos. Comenzó a hacer cortos de actualidad, diarios de viajes y películas industriales para empresas de Chicago.

### Apogeo como productor
En 1909, Selig fue el primer productor en expandir las operaciones cinematográficas a la costa oeste, donde instaló un estudio en el área de Edendale en Los Ángeles con el director Francis Boggs. El clima del sur de California permitió filmar al aire libre durante la mayor parte del año y ofreció una geografía y escenarios variados que podrían representar lugares remotos en todo el mundo. Los Ángeles también parecía ofrecer un aislamiento geográfico de la Motion Picture Patents Company (MPPC) de Edison, un cartel al que Selig se uniría más tarde. En septiembre de 1910 se lanzó «The Sergeant», un corto occidental producido y dirigido por Boggs para Selig Polyscope Company.
En 1911, Boggs fue asesinado por un jardinero japonés empleado por la empresa. Selig recibió un disparo y resultó herido en el brazo mientras intentaba defenderlo.
Selig produjo casi mil películas y fue responsable del desarrollo de nuevos talentos cinematográficos como Roscoe Arbuckle junto con las primeras estrellas del género wéstern Gilbert M. "Bronco Billy" Anderson y Tom Mix. También popularizó el formato de suspenso a través de la serie «Las aventuras de Kathlyn» (1913). «The Spoilers» (1914), un wéstern ambientado en Alaska, a menudo se cita como su mayor éxito.
En 1915, la Corte Suprema de los Estados Unidos anuló todas las patentes MPPC de Edison, rompiendo el cartel y permitiendo una mayor competencia.

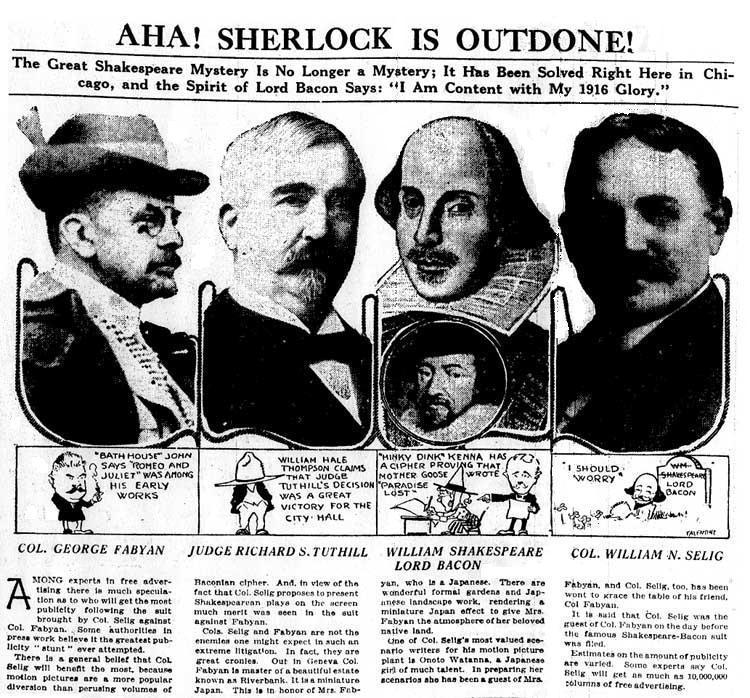
Selig (derecha) representado en el Chicago Tribune durante el "juicio de Shakespeare" de 1916

En 1916, Selig demandó a George Fabyan alegando que los beneficios de las próximas películas de las obras de Shakespeare, junto con una película sobre "La vida de Shakespeare", se verían dañadas por la afirmación de Fabyan de que Francis Bacon era el verdadero autor de la obra de Shakespeare, una alegación popular en ese momento. Ya había obtenido una orden judicial para detener la publicación de un libro de Fabyan sobre el tema, en el que Fabyan promovía el descubrimiento de cifras en las obras de Shakespeare, identificadas en su laboratorio privado Fabyan Villa. Selig esperaba sacar provecho de las celebraciones organizadas para el próximo 300 aniversario de la muerte de Shakespeare, programadas para abril de 1916. Un juez de la Corte de Circuito del Condado de Cook, Richard Tuthill, falló en contra de Shakespeare. Determinó que las cifras identificadas por la analista de Fabyan, Elizabeth Wells Gallup, eran auténticas y que, por lo tanto, Francis Bacon era el autor de las obras. Fabyan recibió una indemnización de 5.000 dólares por la interferencia con la publicación del libro. En el alboroto que siguió, Tuthill anuló su decisión y otro juez, el juez Frederick A. Smith, desestimó la decisión. Más tarde, la prensa sugirió que el caso fue inventado por ambas partes para publicidad, ya que se sabía que Selig y Fabyan eran viejos amigos.

### Después de la guerra
A un alto costo, Selig creó un zoológico en el este de Los Ángeles, provisto de cientos de animales que había recolectado para las fotografías de la jungla y los cliffhangers de su estudio. También trasladó su estudio allí. Mientras tanto, la Primera Guerra Mundial comenzó a recortar las ganancias de las extensas operaciones europeas de Selig Polyscope y, cuando terminó la guerra, la industria cinematográfica se movió hacia largometrajes de larga producción más costosos. En estas circunstancias, Selig Polyscope no pudo competir y cerró en 1918.
No obstante, Selig tenía grandes esperanzas en el zoológico. Más de treinta años antes de que Walt Disney construyera Disneyland, Selig hizo planes para expandirlo a un importante parque de diversiones y centro turístico llamado Selig Zoo Park, con muchas atracciones mecánicas, un hotel, una gran área para nadar, teatros y restaurantes, creyendo en miles de visitantes al día que acudirían en masa a la ubicación. Como jefe del zoológico, contrató a Cy DeVry, quien había sido director del Lincoln Park Zoo en Chicago. Sin embargo, solo se construyó un carrusel y las multitudes nunca llegaron. Un negocio que diez años antes había sido uno de los estudios cinematográficos más prolíficos y conocidos del mundo se había convertido, de hecho, en un zoológico en dificultades al otro lado del centro de Los Ángeles de la floreciente industria cinematográfica de Hollywood posterior a la Primera Guerra Mundial. Aunque durante un tiempo pudo alquilar un espacio en el lote para el rodaje de animales salvajes y otros proyectos, esta parte del negocio se redujo rápidamente a un servicio de alquiler de animales.

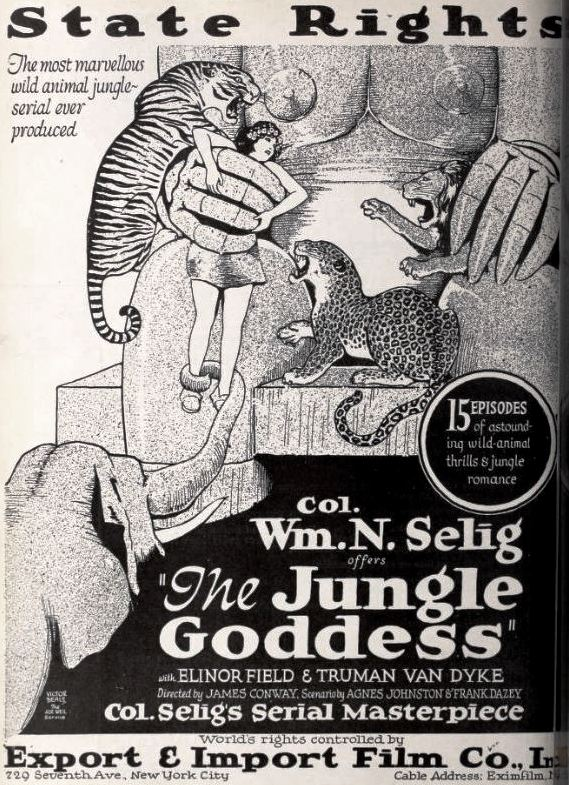
Anuncio de la serie The Jungle Goddess (1922)

Selig hizo algunos trabajos como productor independiente y promotor de expediciones en la década de 1930, pero finalmente perdió el zoológico y sus activos durante la Gran Depresión. Luego se convirtió en un agente literario, revendiendo los derechos de la historia de las propiedades cinematográficas que había producido o adquirido años antes.

## Muerte
William Selig murió el 15 de julio de 1948. Sus cenizas fueron almacenadas en el columbario Hall of Memory en el crematorio Chapel of the Pines en Los Ángeles.

## Legado
Por sus contribuciones a la industria cinematográfica, William Selig tiene una estrella en el Paseo de la Fama de Hollywood en 6116 Hollywood Boulevard. En 1947, Selig y varios otros productores y directores de películas compartieron un premio Óscar honorífico para reconocer su papel en la construcción de la industria cinematográfica.